# Knapptjärnen (Husby socken, Dalarna)
Knapptjärnen är en sjö i Hedemora kommun i Dalarna och ingår i Dalälvens huvudavrinningsområde.